# Lamproscatella cephalotes
Lamproscatella cephalotes är en tvåvingeart som beskrevs av Cresson 1935. Lamproscatella cephalotes ingår i släktet Lamproscatella och familjen vattenflugor. Inga underarter finns listade i Catalogue of Life.